# Донори
Донори (итал. Donori) — коммуна в Италии, располагается в регионе Сардиния, в провинции Кальяри.
Население составляет 2102 человека (2008 г.), плотность населения составляет 60 чел./км². Занимает площадь 35 км². Почтовый индекс — 9040. Телефонный код — 070.
Покровителем коммуны почитается святой Георгий, празднование 23 апреля.

## Демография
Динамика населения:

## Администрация коммуны
- Официальный сайт: